# Citoreducció
La citoreducció és la reducció de la major part del volum d'un càncer sense la intenció d'una erradicació completa. Normalment s'aconsegueix per extracció quirúrgica. La citoreducció s'utilitza amb intenció curativa només en alguns tipus de càncer, ja que, en general, l'eliminació parcial d'un tumor maligne no és una intervenció que valgui la pena de fer amb finalitats curatives (perquè les cèl·lules malignes que queden sense treure aviat es multipliquen i renoven l'amenaça). El càncer d'ovari i alguns tipus de càncer cerebral es citoredueixen abans de començar la radioteràpia o la quimioteràpia, cosa que fa que aquestes teràpies siguin més efectives. També es pot utilitzar en el cas de tumors de creixement lent per canviar les cèl·lules tumorals de la fase del cicle cel·lular a la fase replicativa.
En altres tipus de càncer en què la citoreducció no és curatiu, de vegades es fa amb intenció pal·liativa per alleujar l'efecte de massa. Per exemple, els tumors amb pressions massives sobre els pulmons o l'esòfag poden afectar la respiració o la deglució, en aquest cas el fet de citoreduir-los pot millorar la qualitat de vida i estendre la supervivència independentment de no curar el càncer.
Els procediments de citoreducció solen ser llargs i sovint complicats, trigant diverses hores o més a realitzar-se, en funció del grau d'afectació i de la ubicació.